# Embraye bidasse, ça fume
Pour plus de détails, voir Fiche technique et Distribution.
Embraye bidasse, ça fume est un film français réalisé par Max Pécas et sorti en 1978.

## Fiche technique
- Titre : Embraye bidasse, ça fume
- Réalisation : Max Pécas
- Scénario : Claude Mulot, Didier Philippe-Gérard, Max Pécas et Michel Vocoret
- Photographie : Roger Fellous
- Son : Jean-Louis Ducarme et Jean-Paul Mugel
- Montage : Nicole Colombier
- Musique : Georges Garvarentz
- Sociétés de production : Impexci - Les Films Jacques Leitienne - Les Films du Griffon
- Pays de production :  France
- Genre : comédie
- Durée : 88 minutes
- Date de sortie : France - 27 septembre 1978

## Distribution
- Sylvain Chamarande : Christian Amouroux, dit « Cricri »
- Dominique Jubelin : Bobby
- Jean-Marc Longval : Aurélien
- Michel Vocoret : l'adjudant
- Corinne Corson : Aurore
- Henri Génès : le capitaine
- Maurice Illouz : Gontran
- Anne Canovas : Karine
- Katie Josse : Babette
- Marie Marcot : Sonia
- Fanny Fontaine : Monica
- Cécile Magnet : Joëlle
- Inès Vignolo : Noémie
- Nadia Moreau : Nat
- Coralie Clément